# Arsène Hobou
Arsène Hobou (Costa de Marfil, 30 de octubre de 1967) es un exfutbolista de Costa de Marfil que jugaba en la posición de defensa.

## Carrera

### Club
| Periodo   | Club                   |
| --------- | ---------------------- |
| 1986-1987 | Africa Sports National |
| 1987-1992 | ASEC Mimosas           |
| 1993-1995 | Africa Sports National |
| 2003-2004 | CA Paris XIV           |

### Selección nacional
Jugó para Costa de Marfil en 55 ocasiones de 1987 a 1995 y anotó un gol en la victoria por 2-0 ante Mauritania el 19 de agosto de 1990 en Abiyán por la Clasificación para la Copa Africana de Naciones 1992. participó en la Copa Rey Fahd 1992 y en cuatro ediciones de la Copa Africana de Naciones.

## Logros

### Club
- Primera División de Costa de Marfil (4): 1986, 1990, 1991, 1992
- Copa de Costa de Marfil (2): 1990, 1993
- Coupe Houphouët-Boigny (3): 1986, 1990, 1993
- Copa Africana de Clubes Campeones (1): 1986
- Supercopa de la CAF (1): 1993
- Campeonato de Clubes de la WAFU (1): 1986

### Selección nacional
- Copa Africana de Naciones (1): 1992

### Individual
- Equipo Ideal de la Copa Africana de Naciones 1990.